# Friedrich Knauer (Physikochemiker)
Friedrich Wilhelm Karl Knauer (* 22. Januar 1897 in Göttingen; † 7. Juli 1979) war ein deutscher Physikochemiker. Im Zweiten Weltkrieg arbeitete er am deutschen Nuklearprojekt mit, dem Uranverein.

## Leben
Knauer leistete 1917 Wehrdienst. Dann studierte von 1918 bis 1924 an der Georg-August-Universität Göttingen und TH Hannover. Er promovierte in Elektrotechnik 1923 als Schüler von Hermann Beckmann und Wilhelm Friedrich Kohlrausch. Bis 1924 war er Assistent bei Robert Wichard Pohl in Göttingen, dann bis 1932 wissenschaftlicher Hilfsarbeiter in Hamburg am Institut für Physikalische Chemie. 1932 wurde er Assistent, 1933 habilitierte er sich dort für Physik und wurde Privatdozent an der Universität Hamburg, 1939 dort zum nichtplanmäßigen Professor ernannt. 1940 war er Mitglied der Gruppe von Paul Harteck an der Universität Hamburg. Er erforschte die Neutronendiffusion im Uran. Im November 1933 unterzeichnete er das Bekenntnis der deutschen Professoren zu Adolf Hitler.
Nach 1945 arbeitete er bis 1963 weiter in Hamburg als wissenschaftlicher Angestellter und leitete in Abwesenheit von Prof. Harteck das Institut als kommissarischer und später als stellvertretender Geschäftsführer.

## Schriften
- Ein Wechselstromkompensator auf Grund der Görges'schen Brückenschaltung, 1923 (= Dissertation an der TeH Hannover)
- Untersuchungen an künstlich radioaktivem Arsen, mit Paul Harteck, Werner Schaeffer, ZfPhysik, 1938, Bd. 109, 3–4, S. 153–161